# Jaime Mata
Jaime Mata Arnaiz (ur. 24 października 1988 w Madrycie) – hiszpański piłkarz występujący na pozycji napastnika w Getafe CF.